# Riviera Albaneză

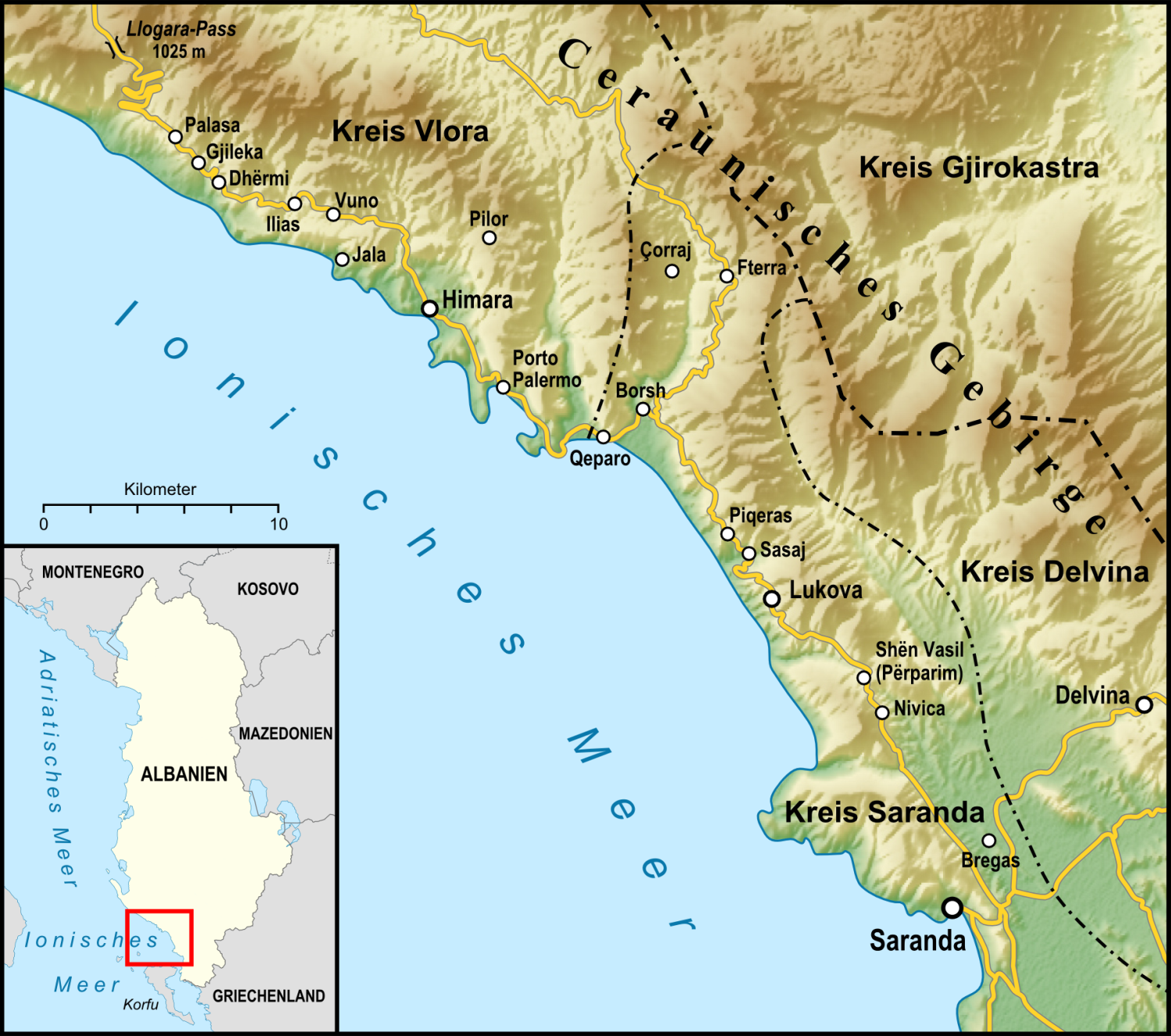
Localizarea Rivierei Albaneze

Riviera Albaneză (în albaneză Riviera shqiptare/Bregu) este o zonă maritimă litorală din regiunea Vlorë, care se află pe coasta Mării Ionice la poalele Munților Ceraunieni din sudul Albaniei. Ea nu trebuie să fie confundată cu întreaga coastă maritimă albaneză, care include atât Riviera, cât și zona de coastă în cea mai mare parte plată din centrul și nordul Albaniei. În mod tradițional, regiunea începe la sud de Parcul Național Llogara, continuă în jos de-a lungul coastei prin satele Borsh, Himara, Qeparo, Piqeras și se termină la Lukovë. Riviera Albaneză a fost proclamată în 2012 Top Value Destination de către Frommer's.
Regiunea a intrat în atenția internațională după reconstruirea în 2009 a șoselei litorale SH8, organizarea la Dhermi în 2010 a unui spectacol din turul muzical al lui DJ Tiesto și filmarea unui episod al emisiunii Top Gear cu o urmărire de mașini de-a lungul drumului de coastă.
Zona constituie un ecoturism major și este una dintre cele mai importante destinații ale elitei din Albania, având o viață de noapte interesantă. Ea conține sate mediteraneene tradiționale, castele vechi, biserici ortodoxe, plaje retrase cu ape turcoaz, trecători montane, canioane litorale, golfuri, râuri cu vărsare în mare, faună subacvatică, peșteri și plantații de portocali, lămâi și măslini.
În anul 48 î.Hr., în timpul urmăririi lui Pompei, Iulius Cezar a făcut popas pentru odihnirea legiunii la Palase. El și-a continuat drumul prin Pasul Llogara într-un loc numit mai târziu Trecătoarea lui Cezar. Ca parte a unui proiect regional principal, Banca Mondială și alte instituții finanțează proiecte de infrastructură locală, inclusiv renovarea acoperișurilor și fațadelor caselor tradiționale cu vedere la Rivieră, reproiectarea piețelor orășenești și construcția unor stații de alimentare cu apă și de tratare a apelor uzate. Întreaga zonă costieră a Albaniei are o lungime de peste 476 km și este administrată de către Agenția Costieră Națională.
În această zonă au fost organizate mai multe festivaluri internaționale de muzică precum Soundwave Albania și Turtle Fest, ea devenind cunoscută pentru cluburile sale de noapte ca Havana Beach Club din apropiere de Dhermi și recent deschisa Folie Marine de pe plaja Jale.

## Plaje
Riviera include următoarele plaje:
- Llovizë
- Gramë
- Dhërmi - sat turistic pe plajă
- Spile
- Karkaniq
- Himara
- Jaliskar
- Primos
- Palasë
- Potam
- Dhrale
- Filikur

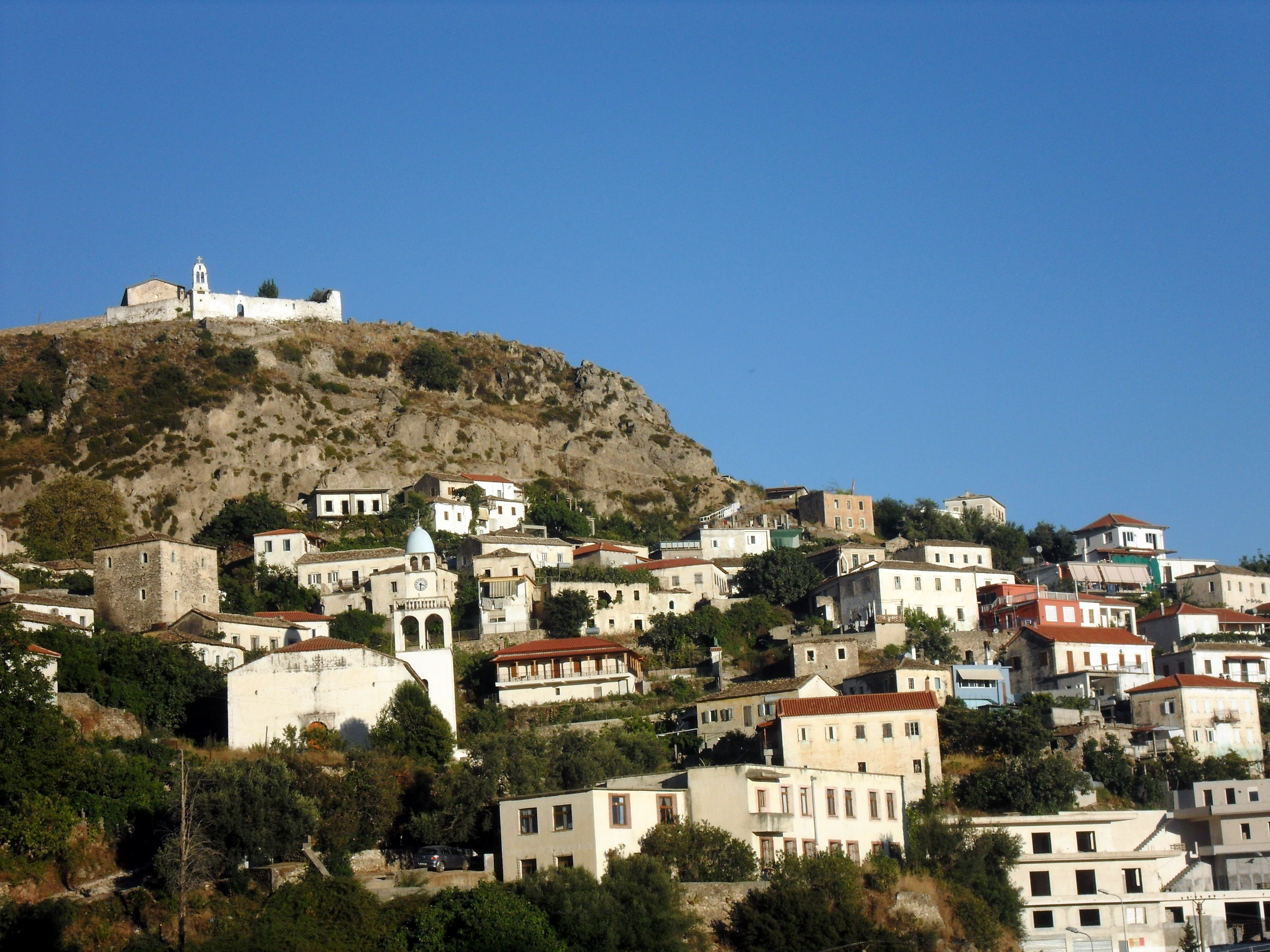
Satul tradițional Dhermi se află de-a lungul Rivierei Albaneze

- Jalë - destinație pentru viața de noapte
- Llaman
- Fushë
- Qeparo
- Borsh
- Piqeras
- Lapardha
- Lukovë
- Zis
- Livadh
- Gjipë
- Krorëzë
- Ksamil

## Obiective turistice

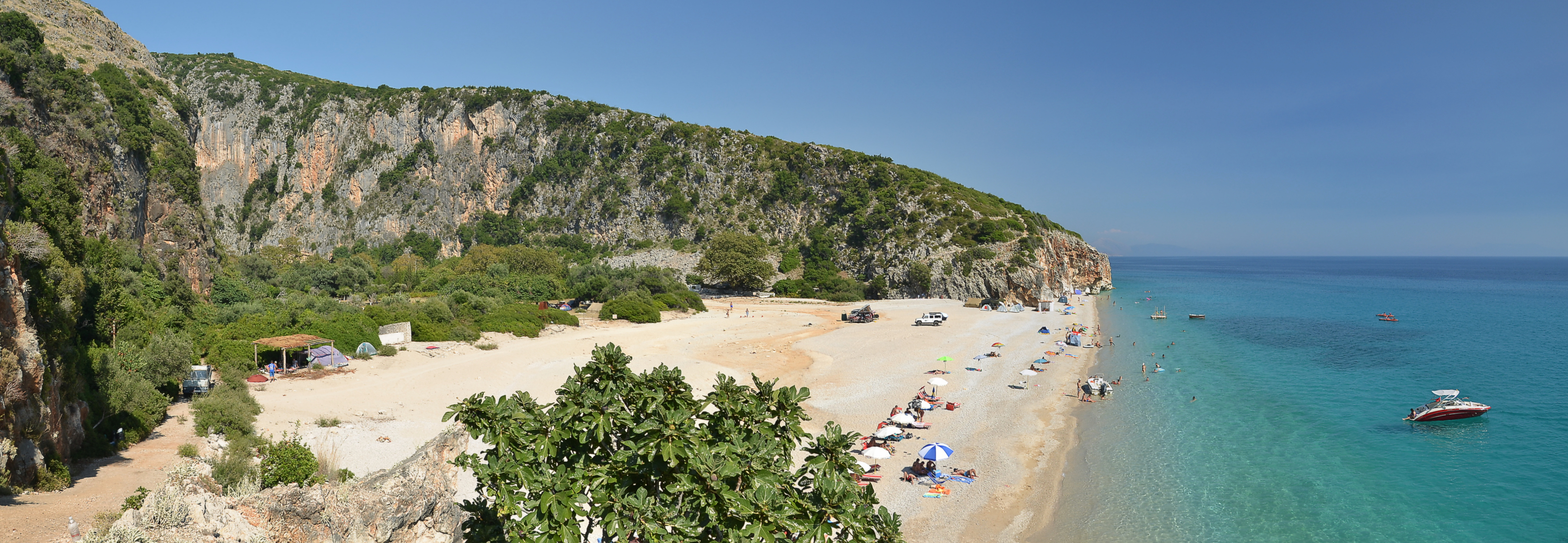
Canionul Gjipe se termină în mare

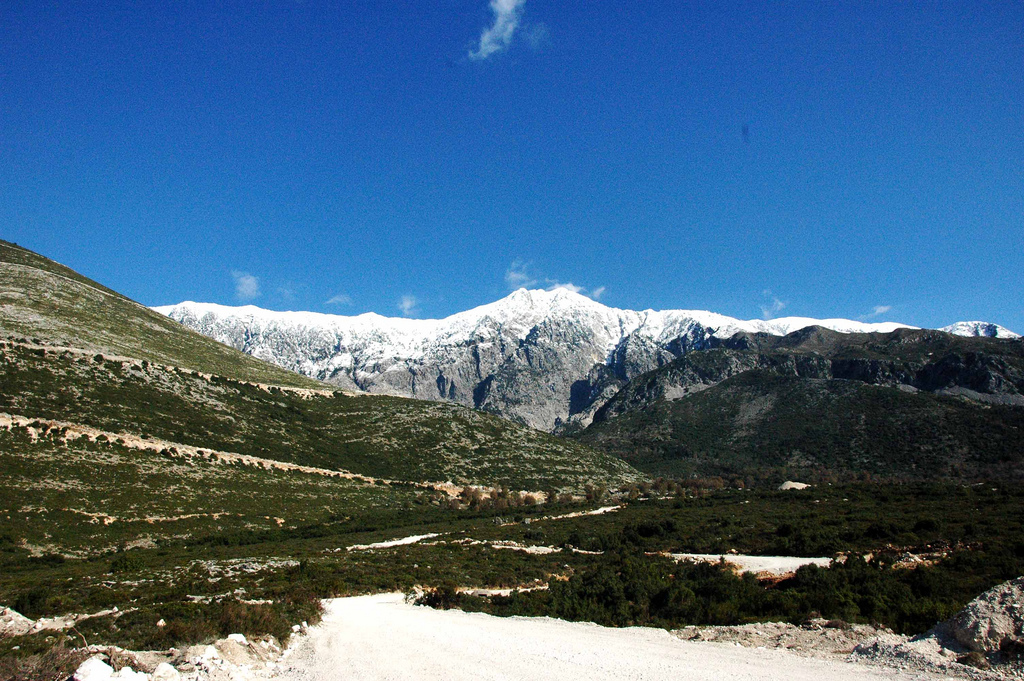
Vârful Çika văzut de pe coastă

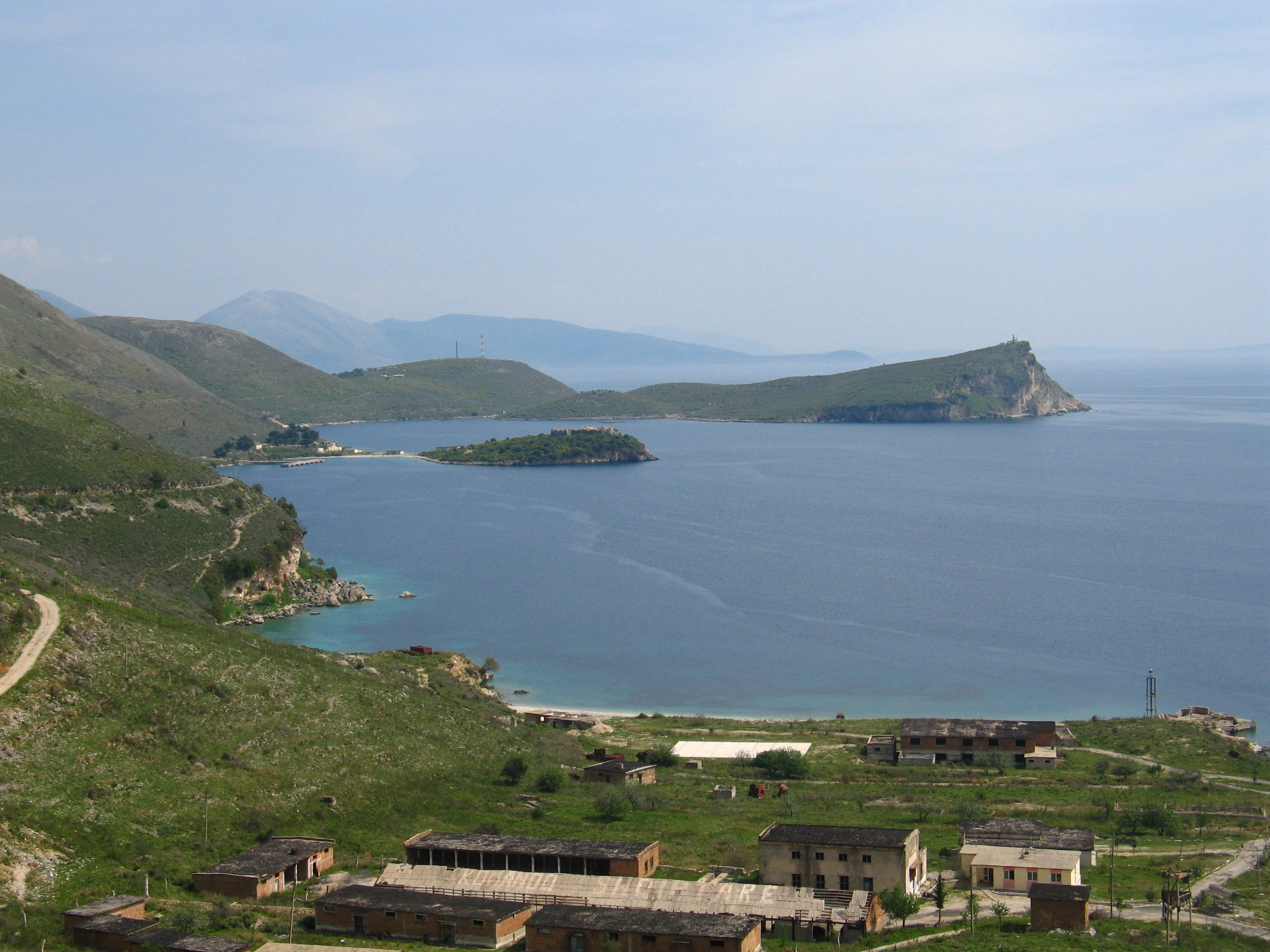
Golful Porto Palermo

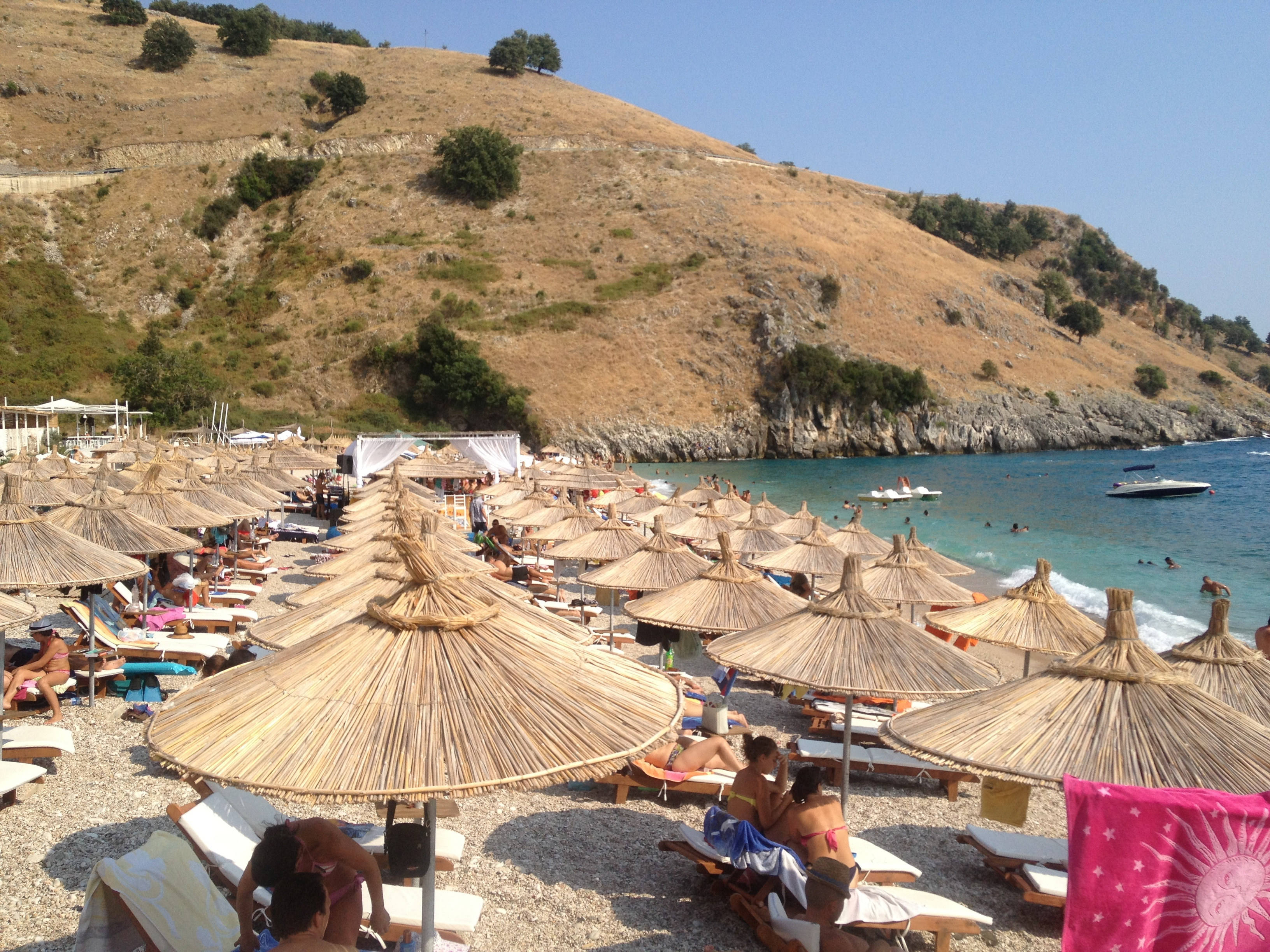
Jalë și Dhërmi sunt cunoscute ca destinații de camping și ca zone cu o viață de noapte bogată în rândul tineretului albanez

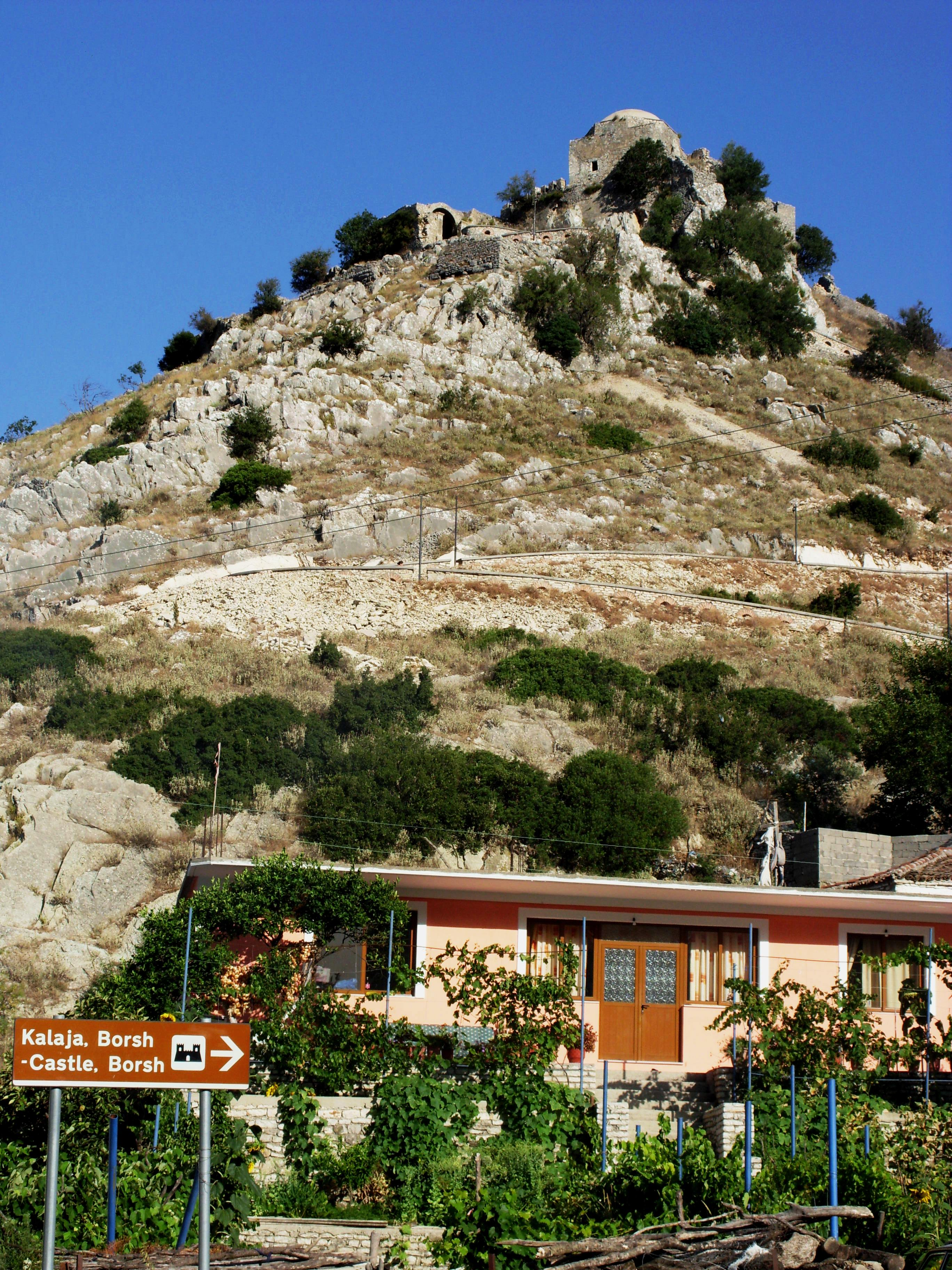
Castelul Borshi

Cazarea de-a lungul rivierei se face în principal în case de oaspeți și în complexe formate din cabine de lemn. Există mai multe zone de campare, cluburi de plajă și stațiuni mici, în timp ce restul coastei este în cea mai mare parte nelocuit. Unii proprietari ai acestor facilități turistice organizează excursii de-a lungul coastei și în zonele apropiate ca parte a pachetelor de cazare. Acestea includ vizitarea siturilor culturale, activități de navigație, zbor cu parapanta, drumeții, plimbări cu caiacul și scufundări subacvatice.
În timpul lunilor de vârf din sezonul de vară, unele dintre cele mai cunoscute cluburi de noapte din Tirana precum Folie Terrace (cunoscut sub numele Folie Marine la Jale), precum și barurile la modă din cartierul Blloku își mută activitatea de-a lungul Rivierei Albaneze.
Aici se află câteva obiective turistice istorice și naturale precum:   
- Castelul lui Ali Pasha
- Castelul Borshi
- Castelul Kaninë
- Castelul Lëkurësi
- Castelul Porto Palermo
- Castelul lui Gjon Boçari
- Munții Ceraunieni
- Insulele Ksamil
- Canionul Gjipe
- Golful Kakome
- Parcul Național Llogara
- Parcul Național Butrint
- Parcul Marin Național Karaburun-Sazan care cuprinde o parte din apele din jurul Peninsulei Karaburun și a Insulei Sazan lângă Golful Vlora. Începând din 2014 este organizată aici Regina Blue Ferry cu excursii în parcul marin și opriri de-a lungul plajelor izolate.

## Porturi
- Portul de agrement Orikum
- Portul Himara
- Portul Vlorë
- Portul Sarande

## Imagini

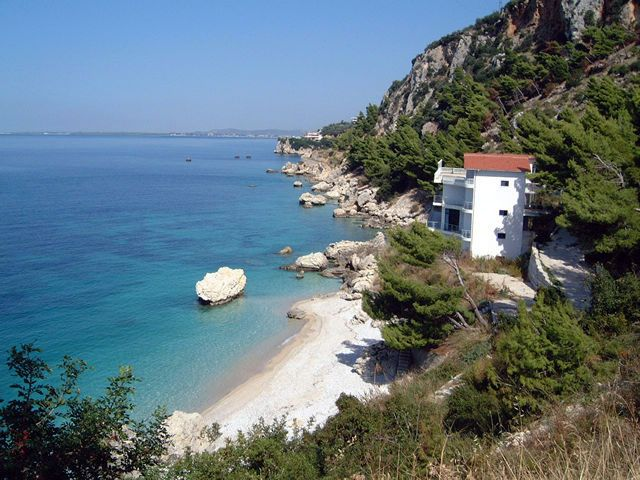
Radhime, la sud de Vlora
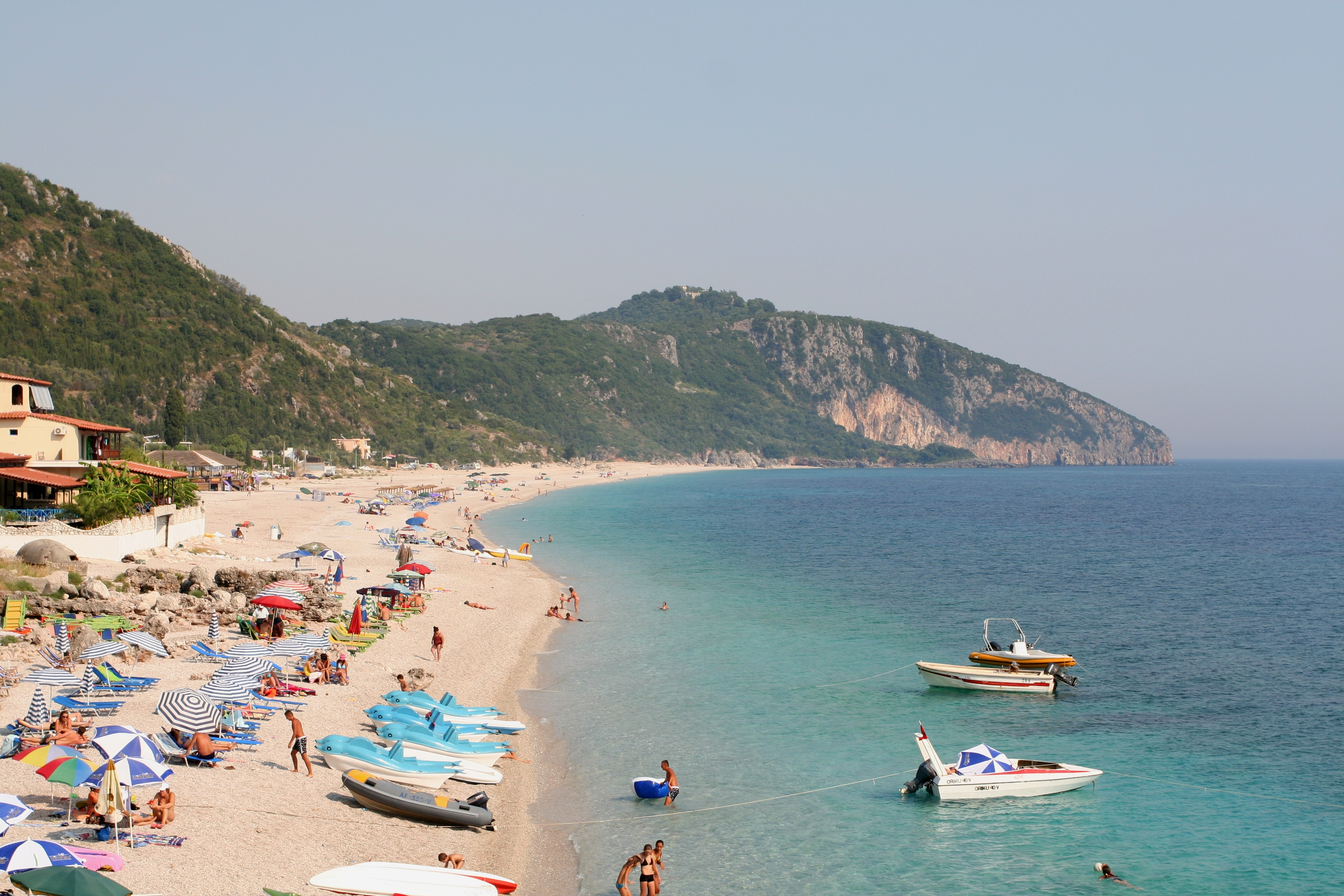
Plaja Dhermi
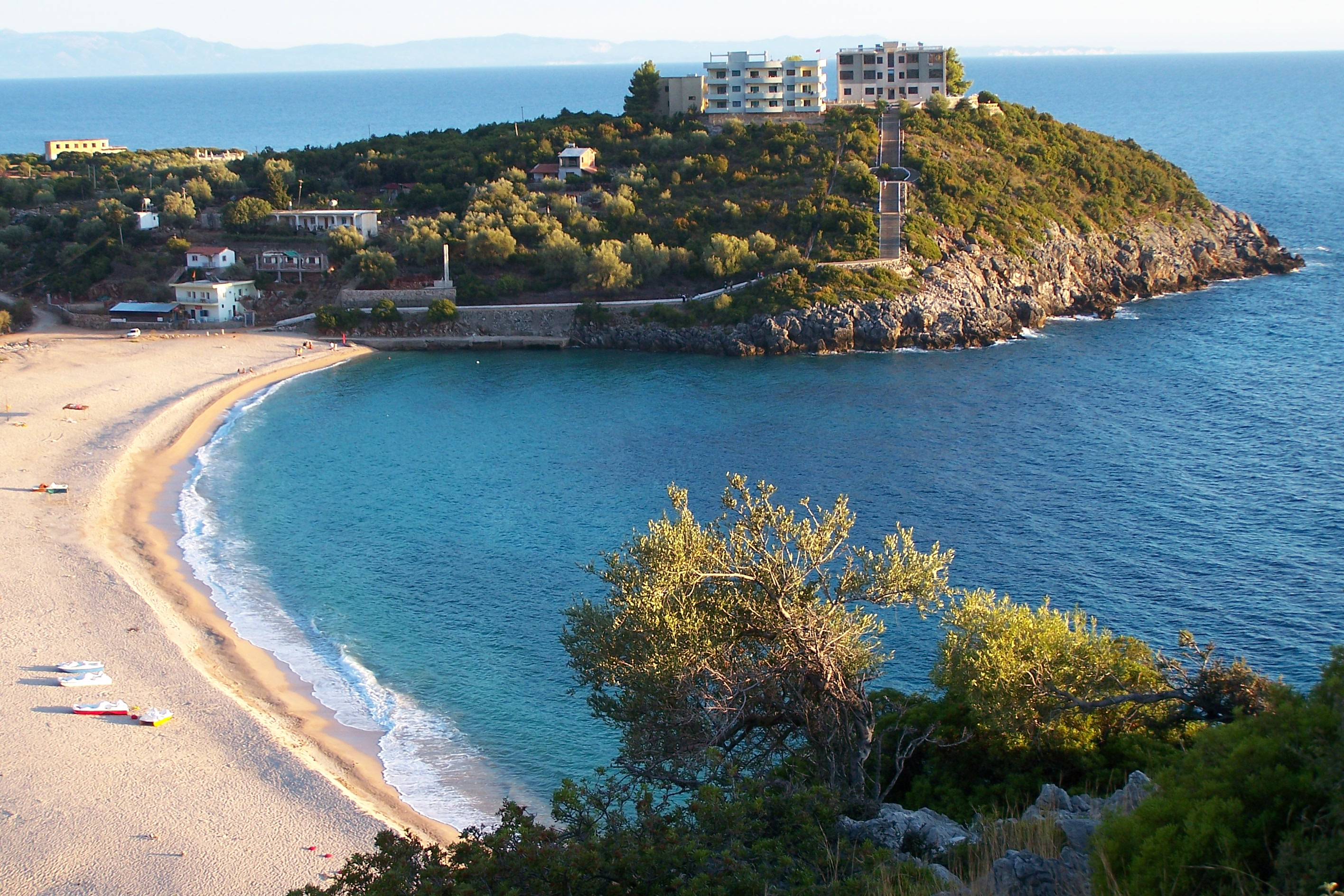
Plaja Jale
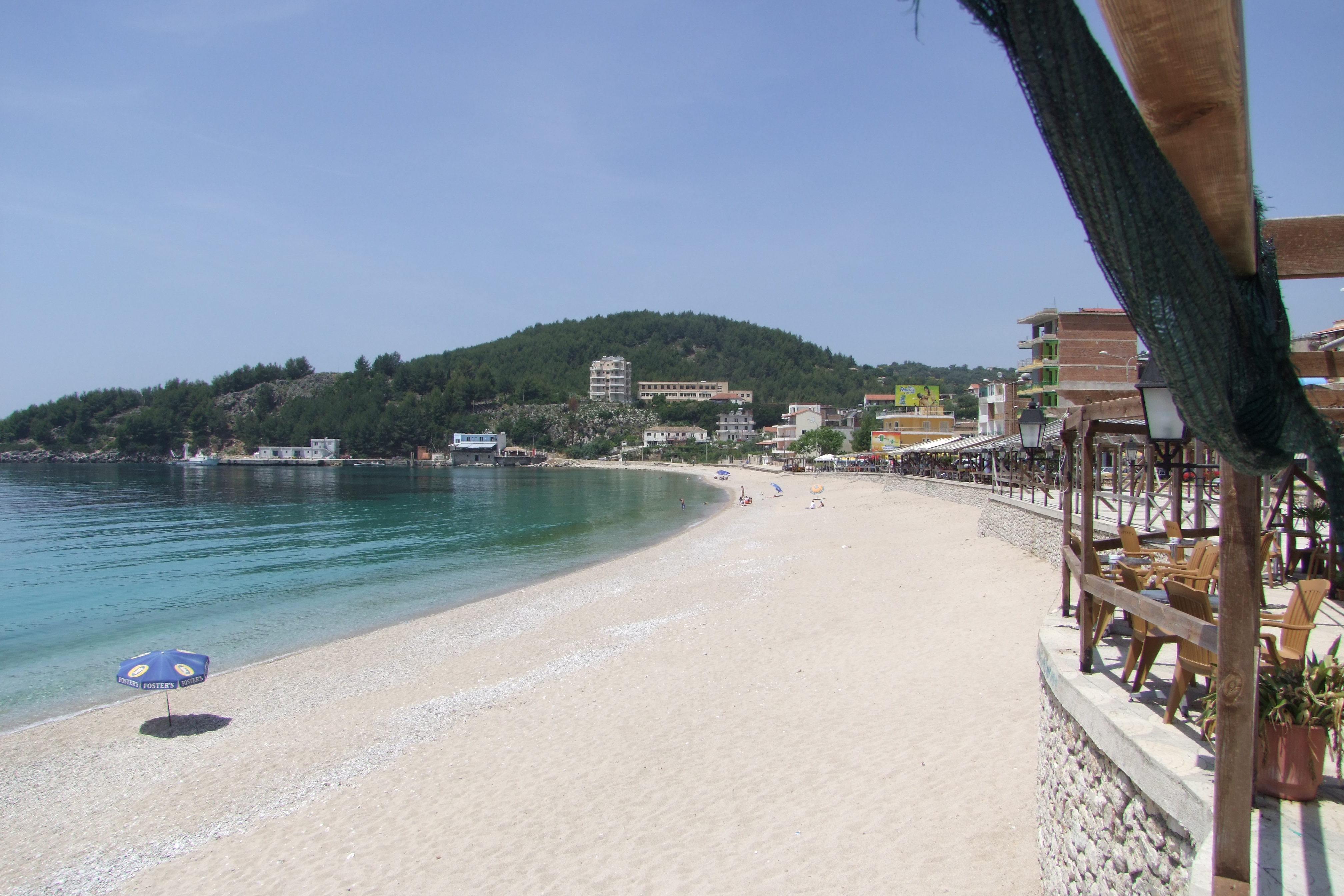
Coasta maritimă de la Himara
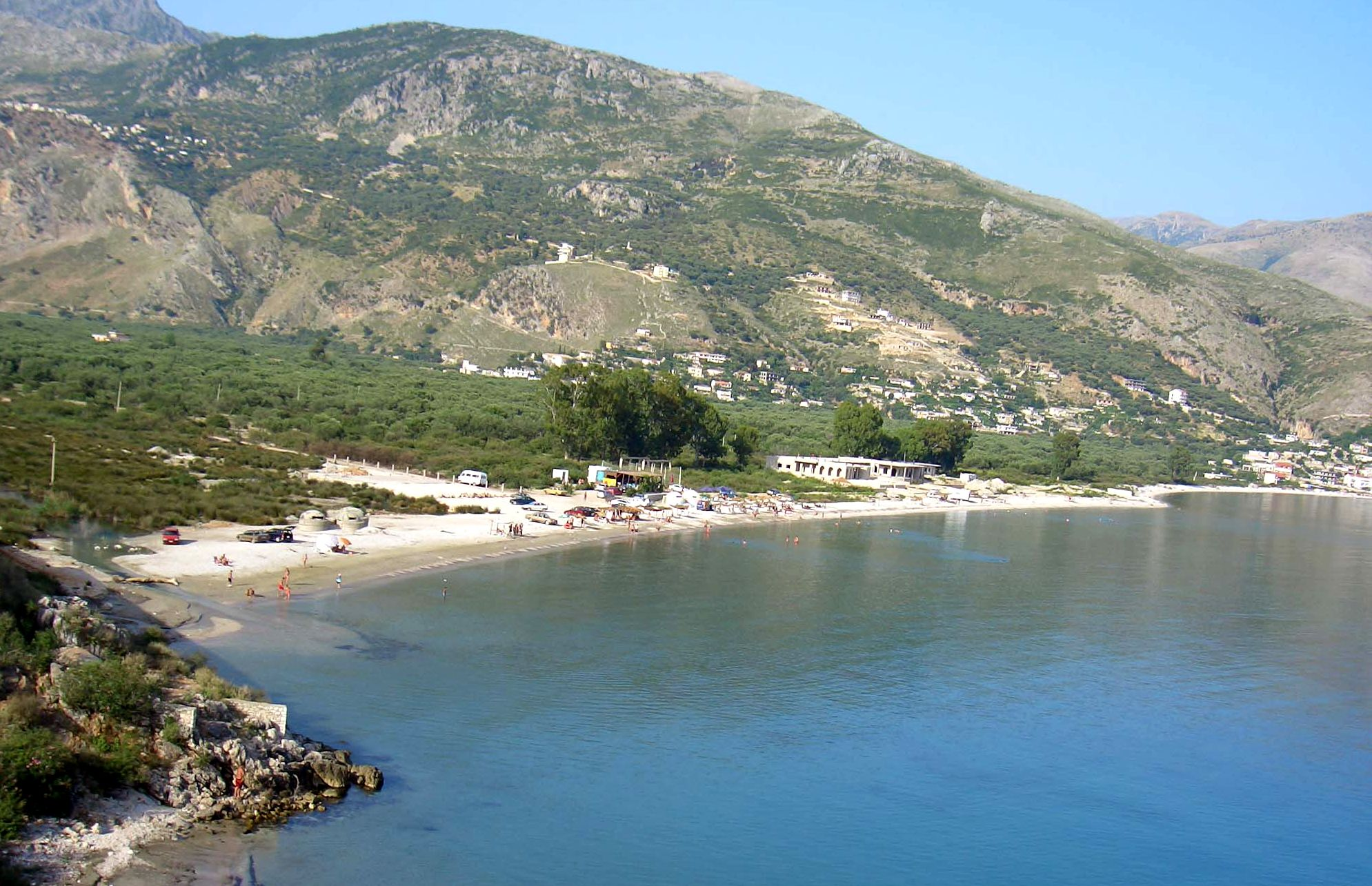
Coasta maritimă de la Qeparo
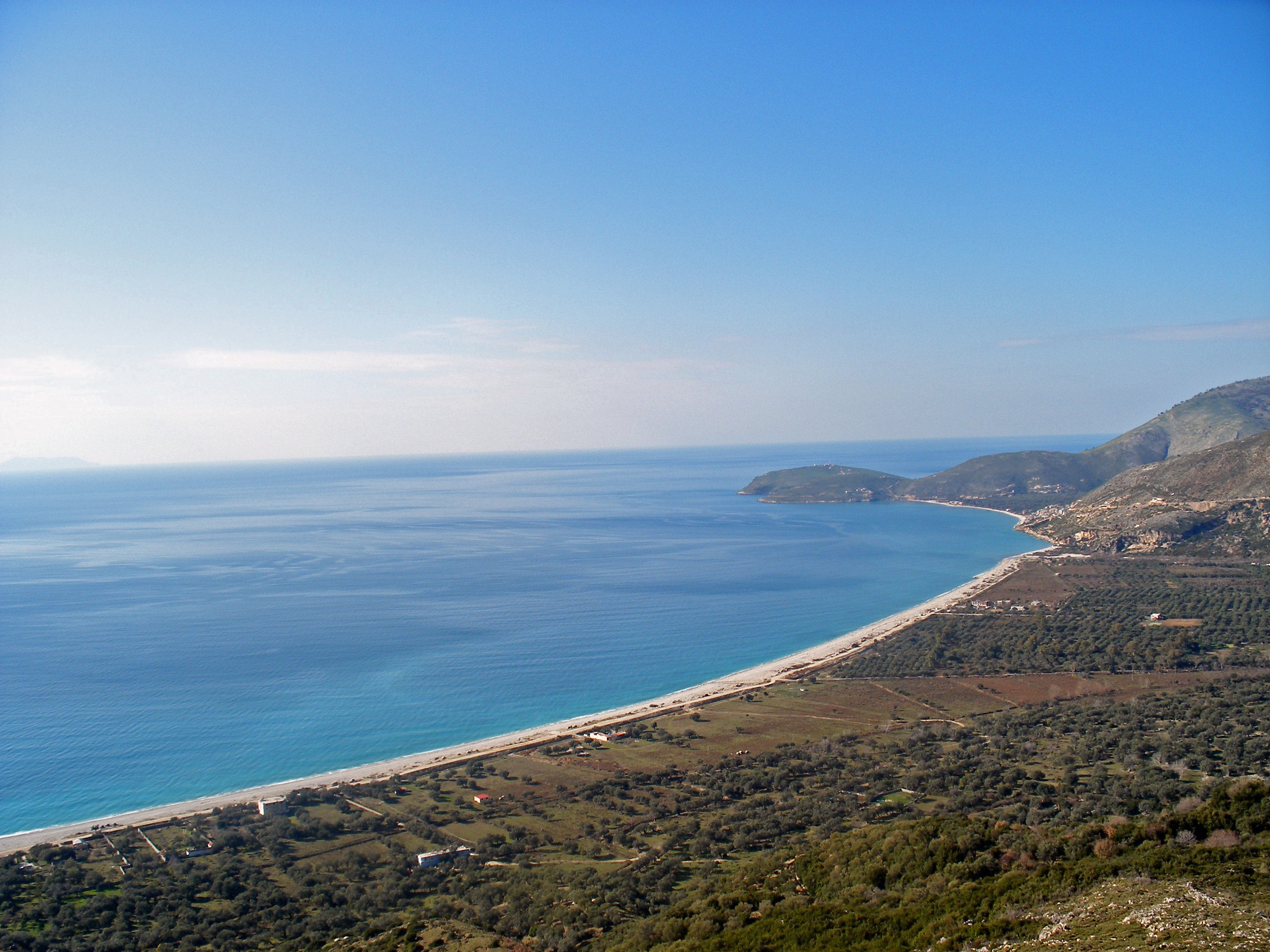
Coasta maritimă de la Borsh
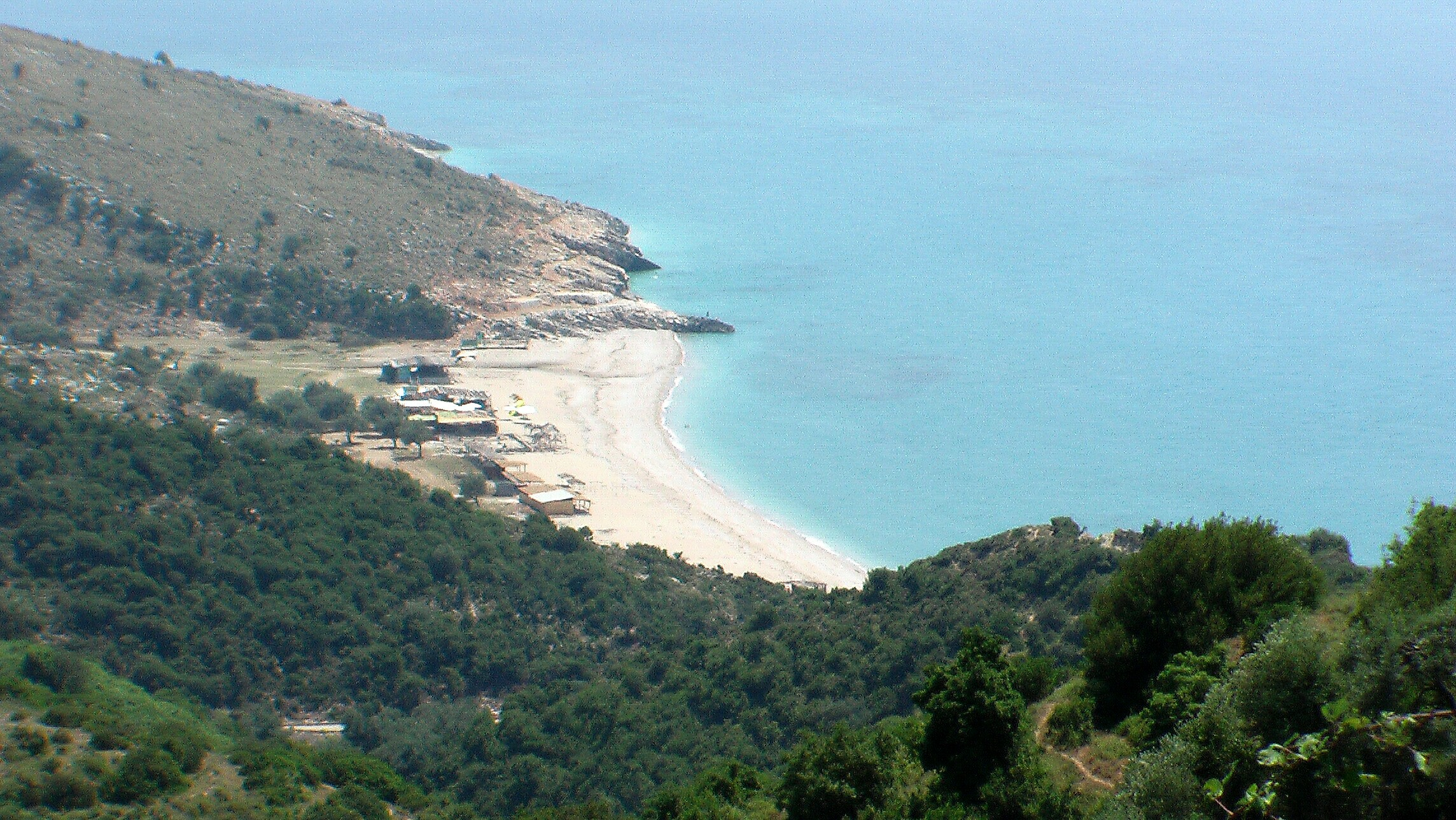
Plaja Lukova
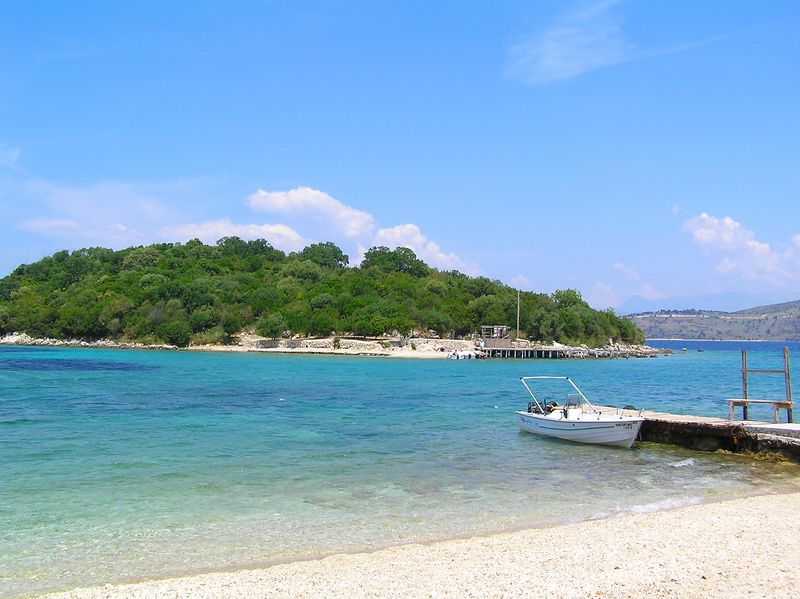
Insulele Ksamil

### Ghiduri de călătorie
- Albanian Riviera Travel Guide by Luxury Travel Spots[nefuncțională – arhivă]
- Albanian Riviera by Blocal Travel Blog
- Albanian Riviera on Yomadic
- Beautiful Beaches in Albania Mini Guide by Triposo Arhivat în 2 aprilie 2016, la Wayback Machine.

### Articole de știri
- Kugel, Seth (29 iunie 2011). „On the Albanian Riviera, a Frugal Paradise”. The New York Times. Accesat în 1 iulie 2011.
- Baumeister, Jared S (10 septembrie 2014). „Invading Albania's Party Beaches”. The Huffington Post.
- Eason, Nick (22 mai 2008). „The beaches that time forgot”. The Guardian. Accesat în 26 mai 2012.